# 丸屋九左衛門
丸屋 九左衛門（まるや くざえもん、生没年不詳）は江戸時代の初期浮世絵の版元。丸屋 九衛門とも号した。

## 来歴
正本屋、草紙屋、暁鶏堂とも号す。山本氏。江戸大伝馬町3丁目北側中程で寛文から安永にかけて活動している。貞享4年（1687年）刊行の『江戸鹿乃子』に浄瑠璃本屋と載る。浄瑠璃本のほかに草双紙、細見などのほか一枚絵も刊行、西河吉信、鳥居清重、鳥居清倍、西村重長の漆絵、鳥居清重、鳥居清広、2代目鳥居清信らの紅摺絵などを出版しており、初期浮世絵の代表的版元であった。浮世絵師でもあった富川房信の代にいたって自画作の絵本を多数出版したが、家運が傾いて安永頃に廃業したと伝えられる。
丸屋小兵衛と関係があるとみられるが未詳。元文から寛延ころの大伝馬町3丁目の丸屋、商標○に山はこの版元か、丸屋小兵衛のことか未詳であるが、一応この版元としておく。

## 作品
- 鳥居清重 『さの川まんきく』 細判 漆絵 享保
- 鳥居清倍 『鎌倉長九郎のめいどの小八と松嶋兵太郎の大いそノとら』 細判 漆絵 享保10年ころ
- 西村重長 『四季之内冬 雪の梅 けいせい風』 細判 漆絵 享保
- 西村重長 『富士見西行』 細判 漆絵 享保
- 西河吉信 『傘をさした嵐和歌野』 細判 漆絵
- 鳥居清重 『二世市川団十郎の不破伴左衛門と大谷広次の名古屋三郎左衛門』 細判 漆絵 享保16年
- 西村孫三郎 『市村竹之丞の新田義貞』 細判 漆絵 享保18年
- 2代目鳥居清信 『市村宇左衛門の小栗判官と瀬川菊之丞の照手姫』 細判 紅摺絵 延享4年
- 2代目鳥居清信 『坂東彦三郎の由良之助・佐野川市松のおかる・中村助五郎の九太夫』 細判 紅摺絵 寛延2年
- 鳥居清広 『見立武蔵野』 大判 紅摺絵 宝暦
- 鳥居清重 『二代目坂東彦三郎の若侍』 細判 紅摺絵 宝暦8年頃